# Soldados de Odín
Los Soldados de Odín (en inglés: Soldiers of Odin; en finés: Odinin sotilaat) es un grupo finlandés antiinmigración fundado en la ciudad de Kemi, Finlandia, en octubre de 2015. La organización fue establecida como respuesta a los miles de solicitantes de asilo que llegaron a Finlandia durante la crisis migratoria.  Se llaman a sí mismos una "organización patriótica que lucha por una Finlandia" que quiere sacar a los "intrusos islámicos" que, dicen, "causan inseguridad y aumentan las tasas de crímenes".
En entrevistas creadas al andministrador de la página de Facebook, los Soldados de Odín (SOO) ha negado categoricamente que el grupo sea racista y neonazi. De cualquier manera, Mika Ranta, el fundador del SOO tiene conexiones con organizaciones de extrema derecha y al Movimiento de Resistencia Nórdico así como una condena penal que se deriva de una agresión por motivos raciales que cometió en 2005. Según la emisora pública finlandesa Yle, una página privada de Facebook para miembros seleccionados de SOO muestra que el racismo y Las simpatías del son rampantes entre los miembros de alto rango. La naturaleza del grupo ha suscitado preocupaciones sobre el vigilantismo antiinmigrante.
Aunque el grupo niega la afirmación, pero los Soldados de Odín han sido catalogados por la Southern Poverty Law Center y la Liga Antidifamación los catalogaron como grupo de odio. .
Además de su presencia en Finlandia, el grupo cuenta con afiliados en Australia, Bélgica, Canadá, Alemania, los Países Bajos, Dinamarca, Noruega, Suecia, Estonia, los Estados Unidos, el Reino Unido, Portugal y España.

## Historia
Soldados de Odín fue fundado en el pueblo de Kemi en el norte de Finlandia de 2015 en respuesta al incremento del número de migrantes en el país, esto debido a la crisis migratoria sufrida en ese año en la región. El fundador es Mika Ranta, un neonazi declarado y miembro del Movimiento de Resistencia Nórdica, sostiene que sus puntos de vista personales no representan al grupo como un todo. El grupo lleva el nombre de Odín, el dios que gobierna Asgard, hogar de los dioses, en la mitología nórdica.

Soldados de Odín cobró impulso en 2016 después de incidentes como las agresiones sexuales en la víspera de Año Nuevo en Alemania, la muerte a puñaladas en enero de 2016 de Alexandra Mezher, una trabajadora social libanesa en Suecia, y otros incidentes delictivos relacionados con inmigrantes. El 15 de marzo de 2016, Soldados de Odín anunció en su página de Facebook que había intervenido en el intento de acoso sexual de dos niñas menores de edad. El grupo también afirmó que los perpetradores eran dos refugiados y que la policía agradeció a los Soldados de Odín por sus acciones. Investigaciones posteriores revelaron que ni la policía ni los transeúntes tenían conocimiento del evento. El 16 de marzo de 2016, SOO admitió que uno de sus miembros fabricó la historia. El grupo se disculpó por el anuncio y dijo que el miembro sería expulsado.
El número de Me gusta de Facebook del grupo solo en Finlandia fue de más de 49,000 en diciembre de 2017. Según Yle, SOO tiene conexiones con el sitio web finlandés de medios alternativos MV-media y se le ha prometido una buena visibilidad en el sitio.  El sitio web MV-media y su propietaria, Ilja Janitskin, tienen vínculos con la República Popular de Donetsk, respaldada por Rusia.

## Presencia fuera de Finlandia
El SOO clama tener 600 miembros solo en Finlandia. El grupo también tiene presencia en Suecia y Noruega; sin embargo, el primer ministro noruego condena al grupo. El grupo tiene presencia en Estonia a pesar de que Estonia "casi no tiene solicitantes de asilo o refugiados". Además, SOO tiene seguidores en los Estados Unidos, Canadá (sobre todo en Columbia Británica, Alberta, Ontario, Quebec y Nuevo Brunswick), Inglaterra, Bélgica, Portugal y Alemania.

### Australia
Los soldados de Odín Australia surgieron del grupo Reclaim Australia. Se registró como una asociación sin fines de lucro con el [gobierno de Victoria en junio de 2016. Su retórica de reclutamiento incluía la exageración de la entrada ilegal al país, el crimen perpetrado por inmigrantes y la amenaza del terrorismo islámico, dirigido principalmente a anglo-australianos hombres. También utilizaron la "mitología nórdica exótica" para atraer a simpatizantes de extrema derecha dispuestos a emprender acciones públicas.
En 2016, el grupo realizó "patrullas de seguridad" en Federation Square, Birrarung Marr y Bourke Street Mall, y fuera de las estaciones de tren de la ciudad por la noche en Melbourne, Victoria para contrarrestar lo que afirma fue la incapacidad de la policía para proteger al público del aumento de la delincuencia callejera y las pandillas como la llamada pandilla Apex.

### Canadá
Joel Angott, presidente de Soldados de Odín-Canadá, ha dicho que su grupo apoya la "inmigración sostenible".

### Noruega
El grupo comenzó a patrullar en Noruega en 2016. fue líderado inicialmente por Ronny Alte, un exmiembro de la Liga de Defensa Noruega y activista PEGIDA. Entre los 14 miembros más conocidos, existen sujetos los cuales tienen historial criminal, y nexos con la escena de la extrema derecha. A ellos se opuso Osebergskipet veneer, que apareció vestido como vikingo como protesta contra el mal uso de los símbolos tradicionales.

### Suecia
El capítulo sueco cuenta con varios miembros relacionados con la escena de la extrema derecha. Varios han sido sentenciados por agredir mujeres. Esta rama del SOO es comandada por Mikael Johansson, exmiembro de Nationaldemokraterna. El grupo comenzó a realizar patrullas hacía 2016, marchando en varias ciudades y localidades, pero en varios lugares encontraron oposición, por ejemplo en Gotemburgo ellos mismos tuvieron que pedir a la policía la protección de sus marchas.

## Recepción
El Comisionado de la Policía Nacional de Finlandia, Seppo Kolehmainen, causó confusión cuando inicialmente dio la bienvenida al establecimiento de patrullas callejeras. En respuesta, el ministro del Interior, Petteri Orpo, dijo: "En Finlandia, son los funcionarios quienes supervisan y cuidan el orden en la sociedad. Es un asunto simple y nos apegaremos a él". Servicio de Inteligencia de Seguridad de Finlandia considera que el grupo es inquietante.
Inicialmente, la policía noruega expresó reacciones mixtas hacia el grupo, con algunos departamentos anunciando que enviarían a los miembros de la marcha lejos, mientras que otros dijeron que el grupo no era problemático. Causó cierta controversia cuando el diputado del Partido del Progreso y portavoz de la justicia Jan Arild Ellingsen aplaudió el establecimiento del grupo, diciendo que deberían ser "elogiados". Los líderes del gobierno y del partido rápidamente se distanciaron de sus comentarios, afirmando que la seguridad pública es responsabilidad de la policía.
El primer ministro de Estonia, Taavi Rõivas, criticó al grupo diciendo: "En la República de Estonia, la policía estonia hace cumplir la ley y el orden. Las bandas autoproclamadas no aumentan la sensación de seguridad del pueblo estonio de ninguna manera; más bien lo contrario".

### Comercialización
En la primavera de 2016, la Oficina de Registro y Patentes de Finlandia aceptó una solicitud para registrar "Soldiers of Odin" como marca comercial para ropa, calzado y artículos de sombrerería. El propietario de la marca, sin embargo, no tiene conexión con el grupo de vigilancia callejera y está utilizando su marca como una declaración contra el racismo y para cuestionar la decisión de las autoridades de aceptar a Soldados de Odín como una organización registrada.